# Ectropis indiligens
Ectropis indiligens là một loài bướm đêm trong họ Geometridae.